# 921-es busz (Budapest)
A budapesti 921-es jelzésű éjszakai autóbusz a Normafa és Rákoskeresztúr, városközpont között közlekedett. A vonalat a Budapesti Közlekedési Zrt. üzemeltette.

## Története
A járat 2005. szeptember 1-jén indult, korábbi szolgálati járatok, illetve a 61É busz útvonalain.
2006. november 3-ától az Attila út helyett a Batthyány tér érintésével közlekedik, útvonalat cserélve ezzel a 956-os busszal.
2008. szeptember 6-ától 990-es jelzéssel közlekedik, változatlan útvonalon.

## Útvonala
| Rákoskeresztúr, városközpont felé: | Normafa felé: |
| --- | --- |
| Normafa vá. – Eötvös út – Hollós út – Mátyás király út – Költő utca – Istenhegyi út – Szent Orbán tér – Fodor utca – Tornalja utca – Bürök utca – Szendi árok – Apor Vilmos tér – Böszörményi út – Nagyenyed utca – Alkotás utca – Magyar jakobinusok tere – Krisztina körút – Moszkva tér – Széna tér – Hattyú utca – Batthyány utca – Fő utca – Batthyány tér – Fő utca – Clark Ádám tér – Lánchíd utca – Apród utca – Szarvas tér – Kereszt utca – Krisztina körút – Döbrentei tér – Erzsébet híd – Szabad sajtó út – Ferenciek tere – Kossuth Lajos utca – Rákóczi út – Baross tér – Kerepesi út – Fogarasi út – Nagy Lajos király útja – Örs vezér tere – Fehér út – Élessarok – Jászberényi út – Pesti út – Rákoskeresztúr, városközpont vá. | Rákoskeresztúr, városközpont vá. – Pesti út – Jászberényi út – Élessarok – Fehér út – Örs vezér tere – Nagy Lajos király útja – Fogarasi út – Kerepesi út – Baross tér – Rákóczi út – Blaha Lujza tér – Rákóczi út – Kossuth Lajos utca – Ferenciek tere – Szabad sajtó út – Erzsébet híd – Döbrentei tér – Attila út – Szarvas tér – Apród utca – Lánchíd utca – Clark Ádám tér – Fő utca – Jégverem utca – Bem rakpart – Batthyány tér – Bem rakpart – Csalogány utca – Széna tér – Moszkva tér – Krisztina körút – Magyar jakobinusok tere – Alkotás utca – Nagyenyed utca – Böszörményi út – Apor Vilmos tér – Stromfeld Aurél út – Szendi utca – Németvölgyi út – Bürök utca – Tornalja utca – Fodor utca – Szent Orbán tér – Istenhegyi út – Költő utca – Diana utca – Eötvös út – Normafa vá. |

## Megállóhelyei
| 0  | Normafa végállomás                              | 84 |                                                                    |
| 1  | Hotel Olympia                                   | 83 |                                                                    |
| 1  | Fülemile út                                     | 82 |                                                                    |
| 2  | Őzike köz                                       | 82 |                                                                    |
| 2  | Ordas út                                        | 81 |                                                                    |
| 3  | Svábhegy, Fogaskerekű-állomás                   | 79 |                                                                    |
| 5  | Költő utca                                      | 78 |                                                                    |
| 6  | Adonisz utca                                    | 77 |                                                                    |
| 6  | Lóránt út (↓) Istenhegyi lejtő (↑)              | 77 |                                                                    |
| 7  | Óra út                                          | 76 |                                                                    |
| 8  | Nógrádi utca                                    | 75 |                                                                    |
| 8  | Pethényi út                                     | 74 |                                                                    |
| ∫  | Szent Orbán tér                                 | 73 |                                                                    |
| 9  | Vöröskő utca                                    | 73 |                                                                    |
| 10 | Szendrő utca                                    | ∫  |                                                                    |
| ∫  | Pagony utca                                     | 71 |                                                                    |
| 11 | Tamási Áron utca                                | 71 |                                                                    |
| 12 | Mártonhegyi út                                  | 70 |                                                                    |
| 12 | Kempelen Farkas utca                            | 69 |                                                                    |
| 13 | Ormódi utca                                     | 69 |                                                                    |
| 14 | Németvölgyi út                                  | ∫  |                                                                    |
| 14 | Szendi árok                                     | ∫  |                                                                    |
| ∫  | Bürök utca                                      | 68 |                                                                    |
| 15 | Apor Vilmos tér                                 | 67 |                                                                    |
| 16 | Kiss János altábornagy utca                     | 66 |                                                                    |
| 17 | Királyhágó tér                                  | 65 |                                                                    |
| 18 | Nagyenyed utca (↓) Istenhegyi út (↑)            | 64 |                                                                    |
| 19 | Déli pályaudvar                                 | 62 | 960                                                                |
| ∫  | Moszkva tér (Csaba utca)                        | 60 | 956, 960                                                           |
| ∫  | Moszkva tér                                     | 59 | 906, 922, 956, 960                                                 |
| 29 | Moszkva tér                                     | 58 | 906, 922, 956, 960                                                 |
| 30 | Széna tér                                       | 53 | 906, 960                                                           |
| 31 | Mária tér                                       | ∫  |                                                                    |
| ∫  | Fazekas utca                                    | 52 |                                                                    |
| 32 | Batthyány tér                                   | 50 |                                                                    |
| 33 | Corvin tér                                      | ∫  |                                                                    |
| ∫  | Szilágyi Dezső tér                              | 49 |                                                                    |
| 35 | Clark Ádám tér                                  | 48 |                                                                    |
| 36 | Szarvas tér (↓) Ybl Miklós tér (↑)              | 47 | 956                                                                |
| 37 | Döbrentei tér (↓) Erzsébet híd, budai hídfő (↑) | 46 | 908, 956                                                           |
| 38 | Ferenciek tere                                  | 45 | 907, 908, 956, 973                                                 |
| 44 | Astoria                                         | 43 | 907, 908, 909, 914, 914A, 931, 950, 950A, 956, 966, 973, 979, 979A |
| 45 | Vas utca (↓) Kazinczy utca (↑)                  | 38 | 907, 908, 931, 956, 973                                            |
| 46 | Blaha Lujza tér                                 | 36 | 906, 907, 908, 923, 931, 956, 973                                  |
| 48 | Berzsenyi utca (↓) Huszár utca (↑)              | 35 | 907, 908, 931, 956, 973                                            |
| 49 | Baross tér, Keleti pályaudvar                   | 34 | 907, 908, 931, 956, 973                                            |
| 50 | Kerepesi út 9.                                  | 32 | 908, 931, 956                                                      |
| 51 | Gumigyár                                        | 31 | 908, 931, 956                                                      |
| 53 | Stadionok (Hungária körút)                      | 29 | 901, 908, 918, 931, 937, 956                                       |
| ∫  | Őrnagy utca                                     | 28 | 908, 931, 956                                                      |
| 54 | Fogarasi út (↓) Várna utca (↑)                  | 27 | 908, 931, 956                                                      |
| 55 | Pillangó utca                                   | 26 | 908, 931, 956                                                      |
| 56 | Róna utca                                       | 25 | 908, 931, 956                                                      |
| 57 | Kaffka Margit utca                              | 24 | 908, 931, 956                                                      |
| 58 | Nagy Lajos király útja (↓) Fogarasi út (↑)      | 24 | 907, 908, 931, 956                                                 |
| 59 | Bánki Donát utca (↓) Tihamér utca (↑)           | 23 | 908, 931, 956                                                      |
| 61 | Örs vezér tere (↓) Örs vezér tere – Zugló (↑)   | 22 | 907, 908, 931, 956                                                 |
| 62 | Finommechanikai Rt.                             | 20 | 956                                                                |
| 63 | Aluljáró                                        | 19 | 956                                                                |
| 67 | Élessarok                                       | ∫  | 909, 956                                                           |
| 68 | Sörgyár                                         | 18 | 909, 956                                                           |
| 69 | Maglódi út                                      | 15 | 956                                                                |
| 70 | Orion                                           | 14 | 956                                                                |
| 71 | Téglavető utca                                  | 14 | 956                                                                |
| 72 | Porcelán utca                                   | 13 | 956                                                                |
| 72 | Rákos, MÁV-vasútállomás                         | 12 | 956                                                                |
| 73 | Athenaeum Nyomda (↓) Kozma utca (↑)             | 11 | 956, 968                                                           |
| 74 | Kossuth Nyomda                                  | 10 | 956, 968                                                           |
| 75 | Legényrózsa utca                                | 9  | 956, 968                                                           |
| 76 | Rézvirág utca                                   | 8  | 956, 968                                                           |
| 77 | Dombhát utca                                    | 7  | 956, 968                                                           |
| 78 | 501. utca                                       | 6  | 956, 968                                                           |
| 79 | 508. utca                                       | 5  | 956, 968                                                           |
| ∫  | Keresztúri út                                   | 4  | 956, 968                                                           |
| 80 | Göröngyös utca (↓) Borsó utca (↑)               | 4  | 956, 968                                                           |
| 81 | Kis utca                                        | 3  | 956, 968                                                           |
| 82 | Bakancsos utca                                  | 1  | 956, 998                                                           |
| 84 | Földműves utca (↓) Diák utca (↑)                | 1  | 956, 998                                                           |
| 85 | Rákoskeresztúr, városközpont végállomás         | 0  | 969, 980, 997, 998                                                 |